# Osteoartrită
Osteoartrita (OA) este o afectare degenerativă a articulațiilor care apare ca urmare a distrugerii cartilajului articular și a osului. Cele mai comune simptome sunt durerea articulară și rigiditatea. De obicei, simptomele progresează ușor de-a lungul anilor. Inițial acestea pot apărea după exerciții fizice, dar pot deveni constante în timp. Alte simptome includ: umflarea articulațiilor, scăderea mișcărilor și slăbiciunea brațelor și membrelor inferioare.